# Anja Bihlmaier

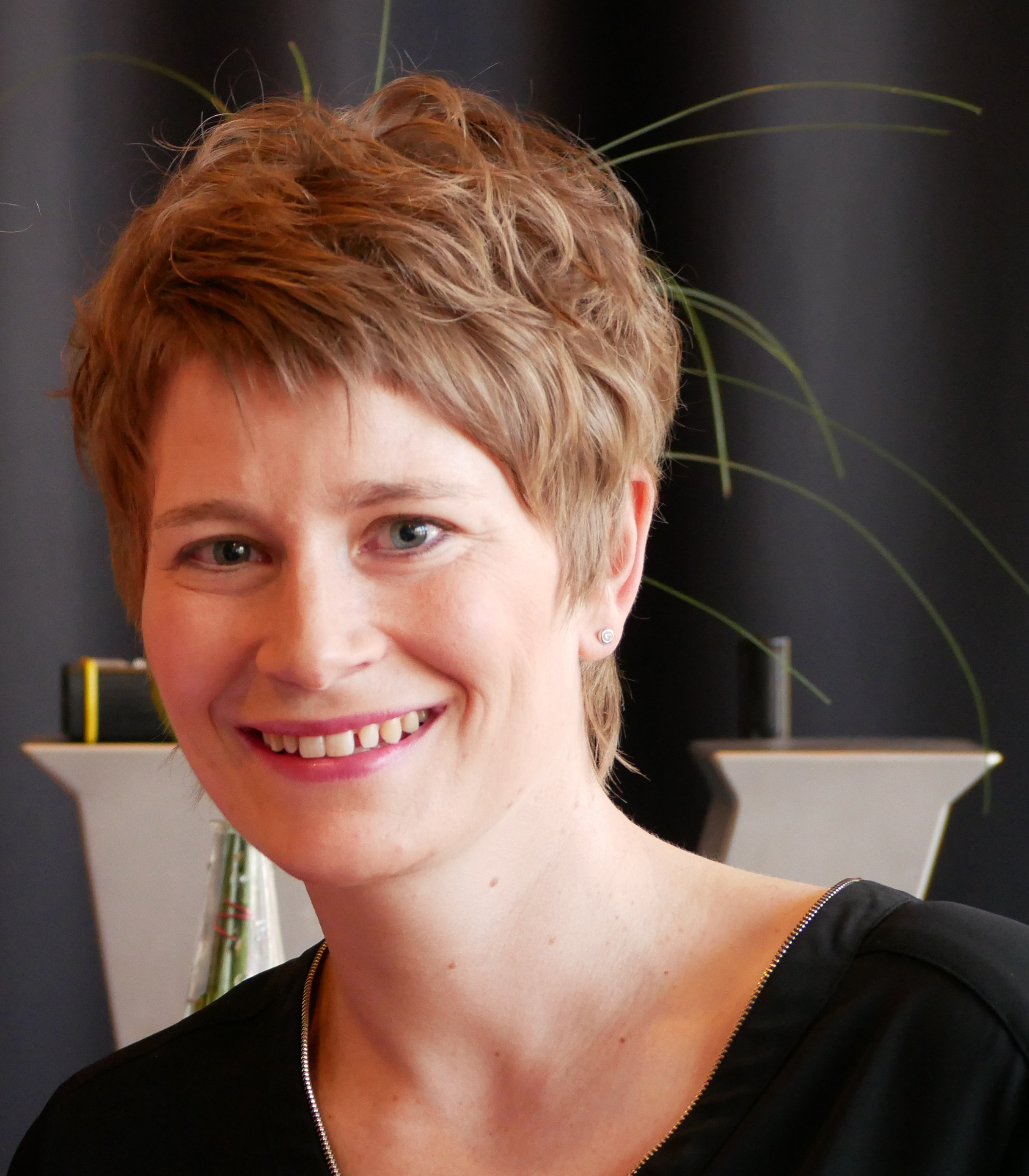
Anja Bihlmaier

Anja Bihlmaier (Schwäbisch Gmünd, 11 oktober 1978) is een Duitse dirigente. Zij is met ingang van het seizoen 2021-2022 chef-dirigent van het Residentie Orkest in Den Haag.

## Opleiding en carrière
Bihlmaier groeide op in Abtsgmünd in Schwaben. Vanaf twaalfjarige leeftijd kreeg ze viool- en pianolessen. Na de middelbare school studeerde ze schoolmuziek met als hoofdvak piano aan de Staatliche Hochschule für Musik Freiburg, waar ze in 2003 afstudeerde. Tegelijkertijd begon ze orkestdirectie te studeren bij Scott Sandmeier. Van 2004 tot 2005 nam ze deel aan de dirigentenklas van onder anderen Dennis Russell Davies aan het Mozarteum in Salzburg. Als lid van het dirigentenforum van de Deutsche Musikrat volgde Bihlmaier tussen 2005 en 2008 diverse masterclasses bij onder anderen Peter Gülke, Günther Herbig (voormalig vaste gastdirigent van het Residentie Orkest) en Jac van Steen. Tot haar mentoren rekent ze Peter Gülke en Antony Hermus. 
Anja Bihlmaier begon haar dirigeerloopbaan bij diverse orkesten, onder meer als '1. Kapellmeisterin' en plaatsvervangend 'Generalmusikdirektorin' bij het Staatstheater Kassel van 2015 tot 2018. Sinds 2018 werkt ze wereldwijd als freelance dirigent. Sinds het najaar van 2020 is ze eerste gastdirigent van de Sinfonia Lahti in Finland. Met ingang van het seizoen 2021-2022 is zij chef-dirigent van het Residentie Orkest in Den Haag. Zij volgde daarmee Nicholas Collon op. 
In december 2023 werd aangekondigd dat Bihlmaier op haar beurt in 2025 als chef-dirigent zal worden opgevolgd door Jun Märkl.